# Perseo (piroscafo)
Il Perseo è stato un piroscafo mercantile italiano affondato nel corso della prima guerra mondiale con la perdita di 227 tra militari e membri dell'equipaggio.

## Storia
Il piroscafo Perseo fu costruito presso il cantiere navale R. Napier & Sons di Govan, su ordine della Società Italiana di Trasporti Marittimi Raggio & Co. di Genova. Lo scafo, realizzato in ferro, venne costruito nel corso del 1883 e varato il 16 novembre dello stesso anno.
La lunghezza della nave era di 116 m, la larghezza massima di 12,8 m, il pescaggio di 7,6 m, la stazza lorda era di 4158 tonnellate. L'apparato propulsore era basato su una macchina a vapore a duplice espansione che garantiva una potenza di 750 n.h.p. ed azionava una singola elica. La velocità massima era di 14 nodi. Prua verticale, era armato con tre alberi e vele ausiliarie di taglio: fiocchi, randa, controranda e strallo. Due fumaioli. Il 15 febbraio 1884 il Perseo salpò per il suo viaggio inaugurale per raggiungere Las Palmas, Montevideo e Buenos Aires.
Nel 1885 la nave fu venduta alla Navigazione Generale Italiana (NGI) di Genova, continuando ad operare sulle rotte per il Sud America. Rimase bloccato in porto, messo in quarantena, a causa dello scoppio a bordo di una epidemia di colera, che una volta partito da Genova lo fece arrivare a destinazione con sette settimane di ritardo. Nel 1891 gli fu sostituito l'apparato motore al fine di aumentarne la velocità a 15 nodi al fine di ricevere le sovvenzioni dal governo argentino che le elargiva a chi avesse garantivo collegamenti rapidi con l'Europa. Il 19 dicembre 1899 entrò in collisione con la nave francese Meuse nelle vicinanze di Alicante, e dovette rientrare a Genova per le opportune riparazioni.
Dopo aver subito lavori di miglioramento, nel 1906 fu venduto alla Società Nazionale di Servizi Marittimi di Genova che lo impiegò sulla rotta con la Siria. il 12 febbraio 1908 affondò nel porto di Napoli a seguito di una collisione, ma fu recuperato e riparato. Nel 1911 venne requisito dalla Regia Marina per essere adibito al trasporto truppe a Tripoli nel corso della guerra italo-turca. Nel 1913 fu venduto alla Società Italiana di Servizi Marittimi di Venezia.
Dopo l'entrata in guerra del Regno d'Italia fu nuovamente requisito dalla Regia Marina. Il piroscafo Perseo salpò il 3 maggio da Taranto con a bordo diverse compagnie di sussistenza e di fanteria dirette a Milo, per un totale di circa 500 militari. Alle 5:45 del 4 maggio venne intercettato nel Mare Ionio, tra Cefalonia e Messina, ed affondato con un siluro dal sommergibile austro-ungarico U-4 al comando di Rudolf Singule.
Nel naufragio persero la vita 227 persone, tra cui circa 123 fanti del 63º Reggimento fanteria della Brigata Cagliari.

### Annotazioni
1. ↑  Un sobborgo industriale di Glasgow posto lungo il corso del fiume Clyde.
2. ↑  L’anno precedente lo stesso sommergibile aveva affondò vicino alla costa croata l’incrociatore corazzato italiano Giuseppe Garibaldi.

### Fonti
1. 1 2 3 4  Wrecksite.
2. 1 2 3 4 5  Clydeship.
3. 1 2  Peluso 2007, p. 11.
4. 1 2 3  Agenzia Bozzo.
5. 1 2 3 4 5 6 7  Peluso 2007, p. 16.
6. 1 2  Fronte Macedone.